# Aliaje fuzibile
Aliajele fuzibile sunt aliaje cu puncte de topire la temperaturi ambientale. Un exemlu ar fi cele bazate pe galiu.

## Exemple
| Compoziție - procent masic                         | °C    | eutectic? | Nume sau remarcă                           |
| -------------------------------------------------- | ----- | --------- | ------------------------------------------ |
| Cs 73.71, K 22.14, Na 4.14                         | −78.2 | da        |                                            |
| Hg 91.5, Tl 8.5                                    | −58   | yes       | folosit in termometre de temperaturi joase |
| Hg 100                                             | −38.8 | (da)      |                                            |
| Cs 77.0, K 23.0                                    | −37.5 |           |                                            |
| K 76.7, Na 23.3                                    | −12.7 | da        |                                            |
| K 78.0, Na 22.0                                    | −11   | nu        | NaK                                        |
| Ga 61 , In 25, Sn 13, Zn 1                         | 8.5   | da        |                                            |
| Ga 62.5, In 21.5, Sn 16.0                          | 10.7  | da        |                                            |
| Ga 69.8, In 17.6, Sn 12.5                          | 10.8  | nu        |                                            |
| Ga 68.5, In 21.5, Sn 10                            | 11    | no        | Galinstan                                  |
| Ga 75.5, In 24.5                                   | 15.7  | da        |                                            |
| Cs 100                                             | 28.6  | da        |                                            |
| Ga 100                                             | 29.8  | da        |                                            |
| Bi 40.3, Pb 22.2, In 17.2, Sn 10.7, Cd 8.1, Tl 1.1 | 41.5  | da        |                                            |
| Bi 40.63, Pb 22.1, In 18.1, Sn 10.65, Cd 8.2       | 46.5  |           |                                            |
| Bi 32.5, In 51.0, Sn 16.5                          | 60.5  | yes       | metalul lui Field                          |
| Bi 49.5, Pb 27.3, Sn 13.1, Cd 10.1                 | 70.9  | yes       | aliaj Lipowitz                             |
| Bi 50.0, Pb 25.0, Sn 12.5, Cd 12.5                 | 71    | no        | metal Wood                                 |
| In 66.3, Bi 33.7                                   | 72    | da        |                                            |
| Bi 52.5, Pb 32.0, Sn 15.5                          | 95    | da        |                                            |
| Bi 50.0, Pb 31.2, Sn 18.8                          | 97    | nu        | metalul lui Newton                         |
| Bi 50.0, Pb 28.0, Sn 22.0                          | 109   | nu        | metalul lui Rose                           |
| Bi 56.5, Pb 43.5                                   | 125   | da        |                                            |
| Bi 58 , Sn 42                                      | 139   | da        |                                            |
| In 100                                             | 157   | da        |                                            |
| Sn 62.3, Pb 37.7                                   | 183   | da        |                                            |
| Sn 63.0, Pb 37.0                                   | 183   | nu        | Eutectic solder                            |
| Sn 91.0, Zn 9.0                                    | 198   | da        |                                            |
| Sn 92.0, Zn 8.0                                    | 199   | nu        | staniu folie                               |